# Caio Fonseca
Caio Fonseca (New York, 1959) es un artista visual estadounidense.
Hijo del escultor uruguayo Gonzalo Fonseca, creció en Nueva York en una familia de artistas. 
Su hermano fue el pintor Bruno Fonseca (1958-1994) y su hermana la novelista Isabel Fonseca.
Estudió y vivió en Barcelona, París y Pietrasanta, Italia, donde reside actualmente además de Manhattan.
Ha realizado exposiciones individuales en la Galería Corcoran, de Washington D. C. (2004), el Instituto Valenciano de Arte Moderno (2003), Universidad de San Diego y el Museo de la Duke University, entre otras. Una serie de sus obras se exhibe permanentemente en el Ronald Reagan Washington National Airport.
Se han publicado varios libros referentes a su obra.

## Obras en museos
Existen obras suyas en las exposiciones permanentes de los siguientes museos:
- Museum of Modern Art, New York.[8]

- The Metropolitan Museum of Art, en New York.[9]

- The Whitney Museum of American Art, New York.

- The Brooklyn Museum, New York.

- Smithsonian Institution, Washington D. C.

- The Hirshhorn Museum & Sculpture Garden, Washington D. C.

- The Museum of Fine Arts, Houston, Texas.[10]

- The Jack S. Blanton Museum of Art, University of Texas at Austin